# Trường Harrow
Trường Harrow (/ˈhæroʊ/; tiếng Anh: Harrow School) là một trường công lập (trường nội trú dành cho nam sinh) toạ lạc trên Đồi Harrow, Greater London, Vương quốc Anh. Trường được thành lập vào năm 1572 bởi John Lyon theo Hiến chương Hoàng gia của Nữ hoàng Elizabeth I. Harrow có ba học kỳ mỗi năm học. Lịch sử lâu đời, sự giàu có và sức ảnh hưởng của Harrow đã khiến nó trở thành một trong những ngôi trường danh tiếng nhất trên thế giới.
Trường có 829 nam sinh ghi danh, tất cả đều học toàn thời gian, ở trong 12 nhà nội trú. Nó vẫn là một trong 4 trường học dành cho nam sinh, nội trú ở Anh, các trường còn lại là Eton, Radley và Winchester. Rất nhiều cựu học viên của trường là những nhân vật ưu tú của Anh và thế giới, trong đó có 8 Thủ tướng Anh và Ấn Độ (bao gồm cả Robert Peel, Henry John Temple, Winston Churchill, Jawaharlal Nehru...), ngoài ra còn có các chính trị gia nước ngoài, các thành viên của cả hai viện Quốc hội Vương quốc Anh, 5 vị vua và một số thành viên khác của các gia đình hoàng gia, có 3 cựu học sinh của trường đoạt Giải Nobel, 20 người được trao Huân chương Chữ thập Victoria và 1 người nhận Huân chương Chữ thập George, nhiều người nhận Giải Oscar, BAFTA và nhiều nhân vật nổi bật trong nghệ thuật và khoa học.